# Paredones, Hidalgo
Paredones är en ort i Mexiko.   Den ligger i kommunen Atotonilco el Grande och delstaten Hidalgo, i den sydöstra delen av landet, 120 km nordost om huvudstaden Mexico City. Paredones ligger 1 970 meter över havet och antalet invånare är 176.
Terrängen runt Paredones är lite bergig, och sluttar västerut. Runt Paredones är det ganska tätbefolkat, med 70 invånare per kvadratkilometer. Närmaste större samhälle är Atotonilco el Grande, 17,2 km sydväst om Paredones. I omgivningarna runt Paredones växer huvudsakligen savannskog.